# Miladin
Miladin (Cirilica: Миладин) je moško osebno ime.

## Izvor imena
Ime Miladin izvira iz staroslovanskih besed mila in din, ki v prevodu pomeni milosten dan. Ime prihaja z južno slovanskega področja in se najpogosteje uporablja pri bolgarskih in srbskih narodih. V priimku se pojavlja oblika Miladinović (Миладиновић)

## Pogostost imena
Po podatkih Statističnega urada Republike Slovenije je bilo na dan 31. decembra 2007 v Sloveniji število moških oseb z imenom Miladin: 185.

## Osebni praznik
Osebe z imenom Miladin lahko godujejo takrat kot osebe z imenom Milan.